# Zita av Bourbon-Parma
Zita av Bourbon-Parma, född 9 maj 1892, död 14 mars 1989, var en italiensk prinsessa, kejsarinna av Österrike 1916-1918. Hon var gift med Karl I av Österrike.

## Biografi
Zita var dotter till hertig Robert I av Parma i hans andra gifte med infantinnan Maria Antonia av Portugal. 
Hon gifte sig 21 oktober 1911 med dåvarande ärkehertig Karl av Österrike. Äktenskapet var inte arrangerat, men mottogs med stor lättnad av kejsar Frans Josef I eftersom det inte var morganatiskt, likt tronföljaren Franz Ferdinands, och därför kunde producera legitima tronarvingar. 
Under kriget sågs hon med viss misstänksamhet på grund av sin italienska familjebakgrund. Hon blev kejsarinna 1916. Hon utövade ett visst politiskt inflytande, dock ej i militära frågor, och närvarade diskret vid ministermöten. Då republiken utropades 1918 vägrade hon låta maken skriva under abdikationshandlingarna. 
Sedan Karl störtats följde hon med honom till Schweiz. Hon stödde hans kuppförsök 1921 och följde sedan med honom i landsförvisningen till Madeira. Zita, som var en viljestark person, kämpade med stor energi för sonen Otto von Habsburgs anspråk på tronen.
1922-1929 var Zita och barnen bosatta i Spanien och levde därefter på ett slott i byn Steenokkerzeel i närheten av Bryssel. Under andra världskriget, när Belgien blev ockuperat av Tyskland, vistades Zita en tid i Frankrike, men flydde sedan till USA.
Från 1962 var hon bosatt i Schweiz, i ett f.d. franciskanerkloster.
1982 fick hon löfte av den österrikiska regeringen om att kunna återvända till Österrike, vilket också skedde under mycket uppmärksammade former.
Hon dog på våren 1989 och ligger begravd i den kejserliga kryptan i Kapuzinerkirche i Wien; hon fick något som liknade en statsbegravning i Stephansdomen.

## Eftermäle
Asteroiden 689 Zita är uppkallad efter henne.

## Barn
1. Otto von Habsburg, född 20 november 1912, död 4 juli 2011, gift med Regina av Sachsen-Meiningen (1925-2010)
2. Adelheid (född 3 januari 1914, död 2 oktober 1971), ogift
3. Robert av Österrike-Este (född 8 februari 1915, död 7 februari 1996) gift med Margherita av Savojen (1930-2022)
4. Felix von Habsburg (född 31 maj 1916, död 6 september 2011) gift med Anna-Eugenie von Arenberg (1925-1997)
5. Karl Ludwig (född 10 mars 1918, död 11 december 2007), gift med Yolande de Ligne (1923- )
6. Rudolf (född 5 september 1919, död 31 maj 2010) gift med 1) Xenia Tennyschew-Besobrasowa (1929-1968) , 2) Anna Gabriele von Wrede (1940- )
7. Charlotte (född 1 mars 1921, död 23 juli 1989), gift med Georg Alexander av Mecklenburg-Schwerin (1899-1963)
8. Elisabeth (född 31 maj 1922, död 6 januari 1993), gift med Heinrich av Liechtenstein (1916-1991)

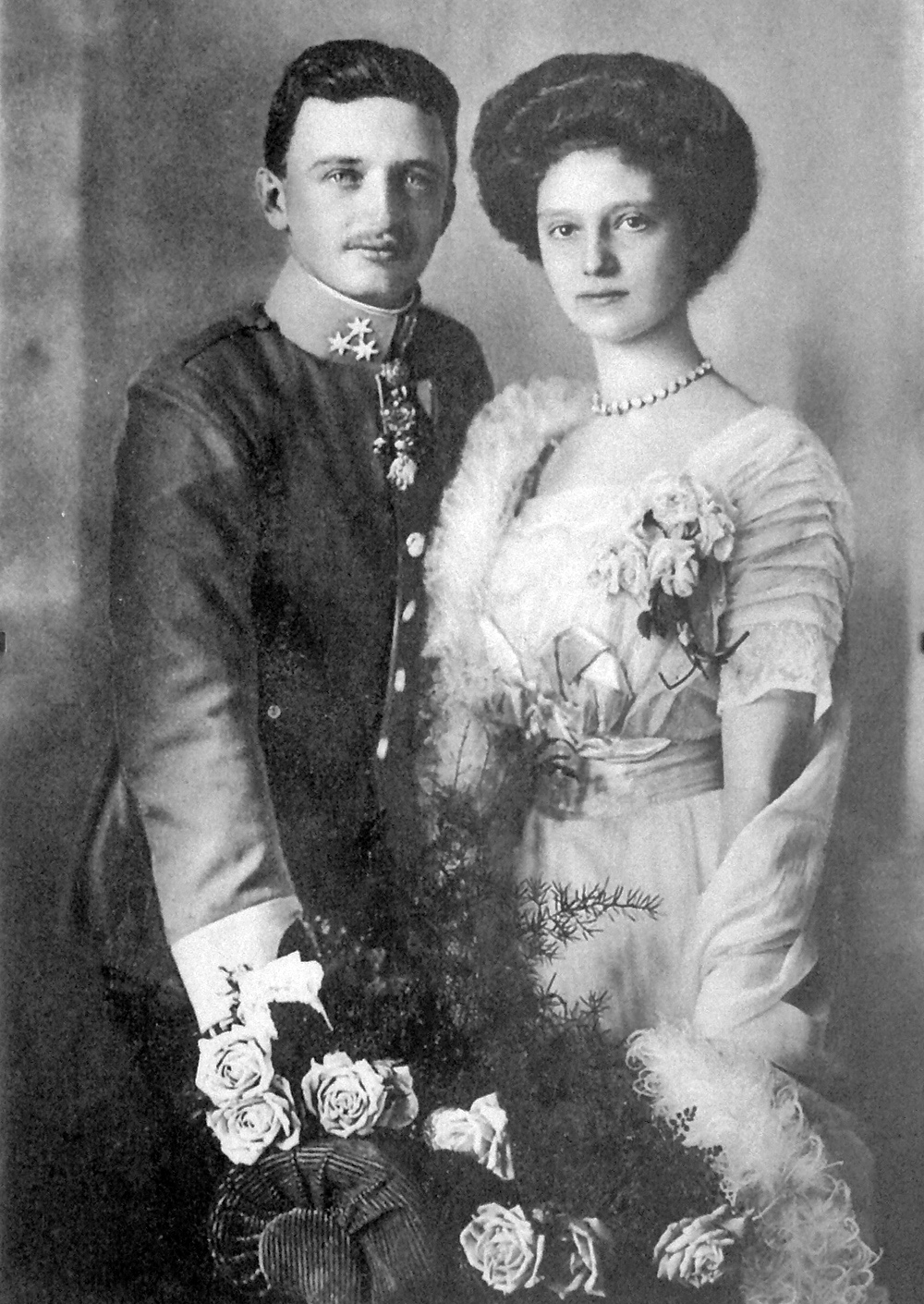
Karl I med sin gemål Zita ca 1912